# Bitomus bulgariae
Bitomus bulgariae är en stekelart som beskrevs av Fischer 2008. Bitomus bulgariae ingår i släktet Bitomus och familjen bracksteklar. Inga underarter finns listade.